# Spangdahlem Air Base
Spangdahlem Air Base est une base militaire des Forces aériennes des États-Unis en Europe située près du village de Spangdahlem, non loin de Trèves en Allemagne.

## Unités en 2014

### 52nd Fighter Wing
La base abrite le 52nd Fighter Wing équipé de chasseurs F-16 .
Le 52nd Operations Group regroupe les unités opérationnelles du 52nd FW :
- 480th Fighter Squadron sur F-16 ;
- 52nd Operations Support Squadron ;
- Detachment 1.

### Air Mobility Command

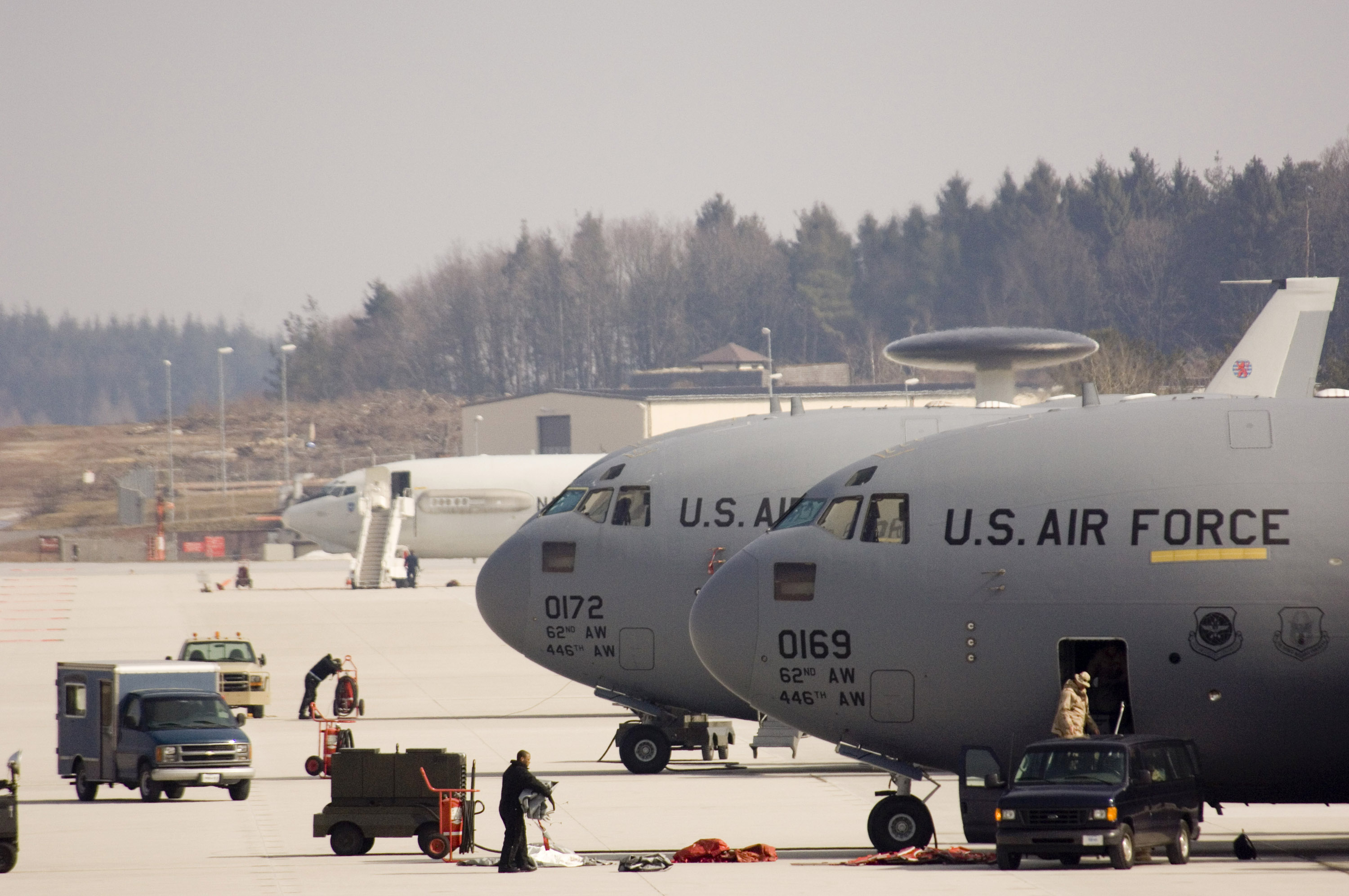
Deux C-17 Globemaster III et un Boeing E-3 Sentry (AWACS) sur le tarmac de la base de Spangdahlem le 22 mars 2006.

Depuis la fermeture de la base de Rhein-Main Air Base, Spangdahlem accueille 30 % du trafic cargo de cette ancienne base, les 70 % autres étant repris par Ramstein Air Base. 
Le 726th Air Mobility Squadron de l'Air Mobility Command est responsable de cette mission sur la base de Spandgahlem.

## Historique
Son ravitaillement en carburant aviation est assuré par le réseau d'oléoducs en Centre-Europe.

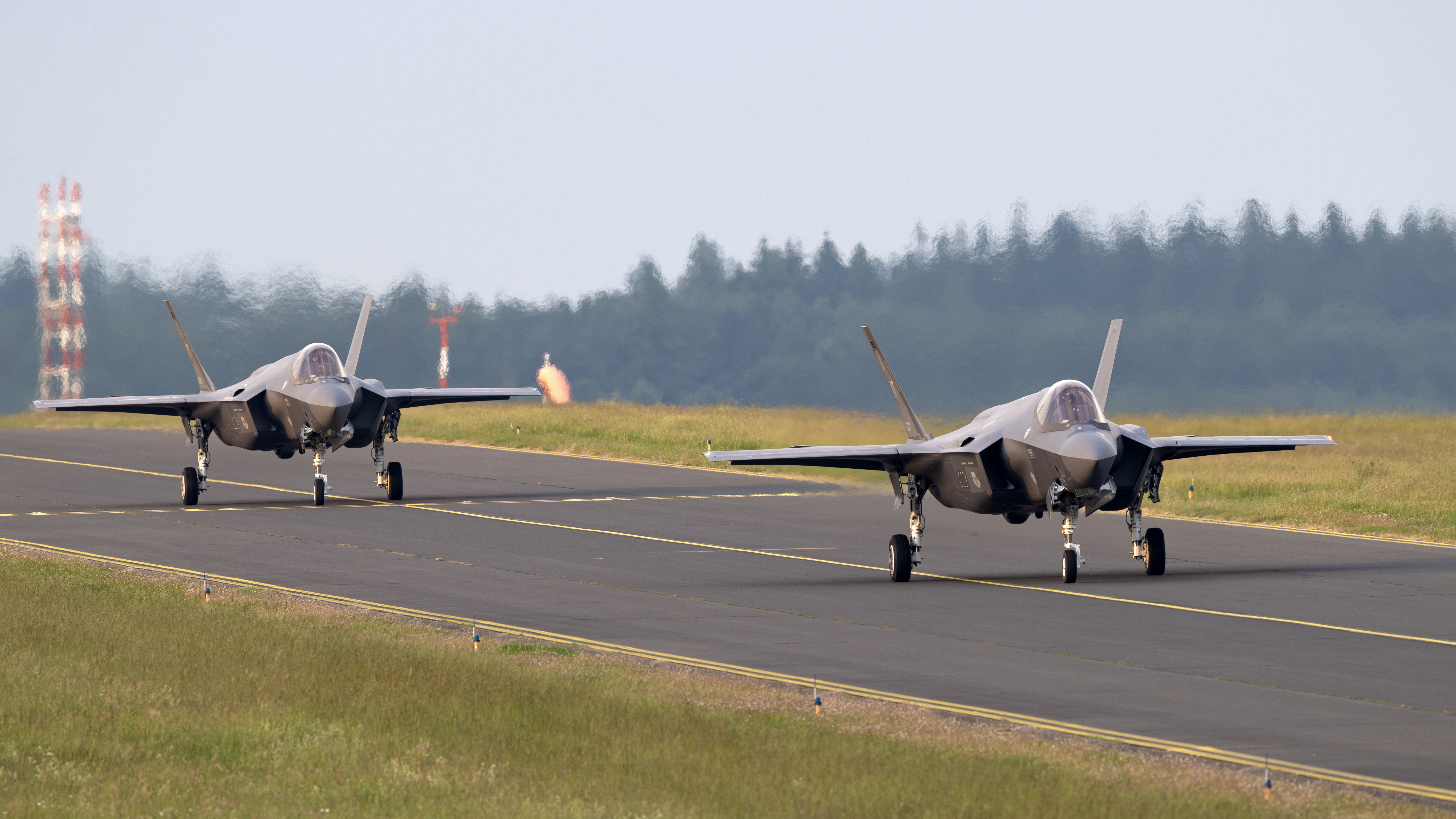
Deux F-35 du 158th Fighter Wing pour le Air Defender 2023, plus grand exercice aérien en Europe depuis 1950.

Un F-16 affecté à la base de Spangdahlem s'écrase en octobre 2019 non loin de la ville de Zemmer[réf. souhaitée].

### 52nd Tactical Fighter Wing

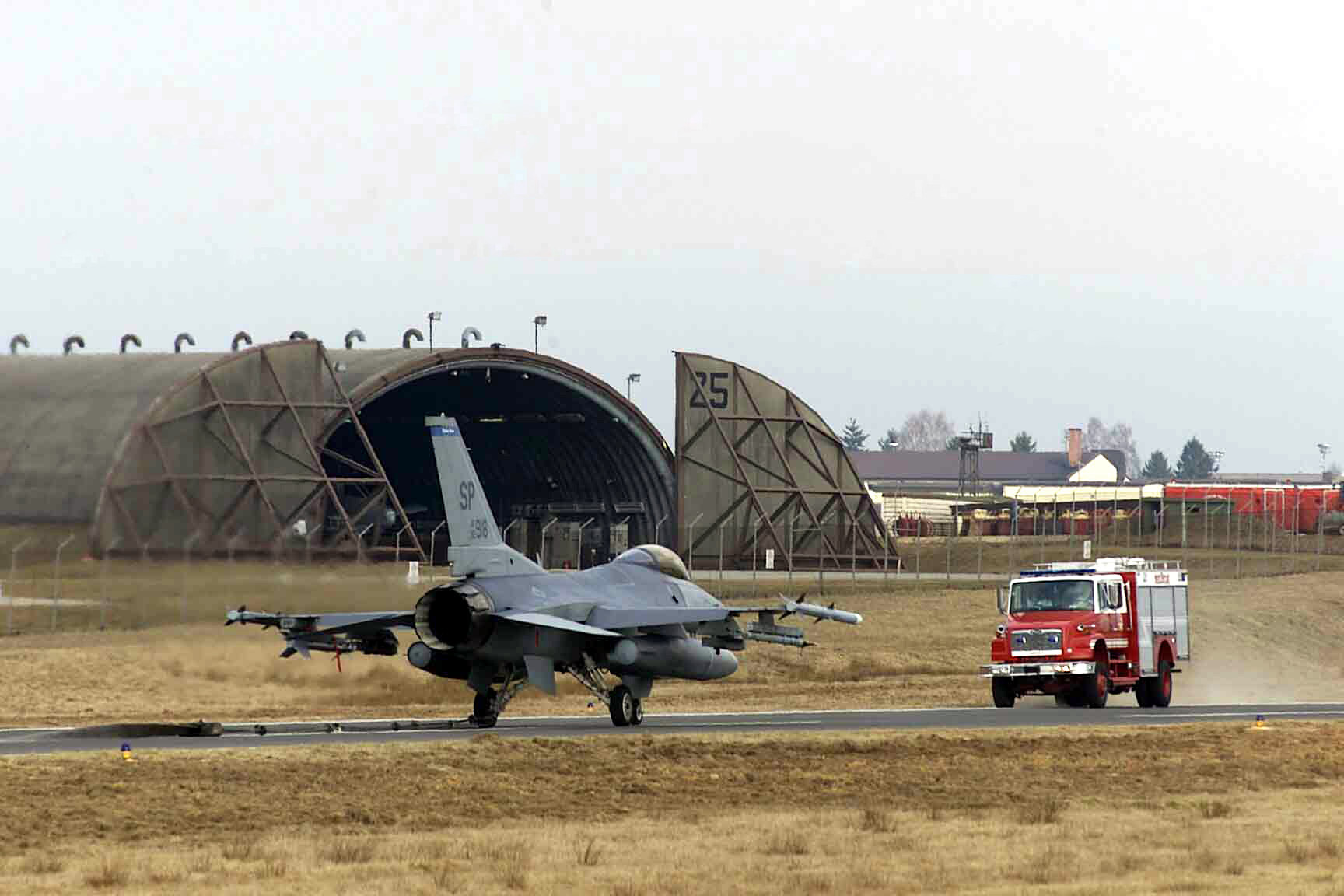
F-16CJ du 23rd Fighter Squadron à Spangdahlem en février 2003.